# El bosque del lobo
El bosque del lobo es una película española dramática de 1970 dirigida por Pedro Olea, escrita por Olea y Juan Antonio Porto, y basada en la novela El bosque de Ancines de Carlos Martínez-Barbeito, la que a su vez está basada en hechos reales, concernientes al caso de Manuel Blanco Romasanta y el mito de que era un hombre lobo.
En la película se desarrolla la historia de un asesino similar a Romasanta, pero esta vez llamado Benito Freire, interpretado por José Luis López Vázquez. La cinta es actualmente considerada un clásico de la cinematografía española de su época y la primera interpretación totalmente reconocida de López Vázquez, quien con la excepción de Peppermint frappé (1967), solía interpretar papeles cómicos. Este papel le valió el premio de interpretación en el Festival Internacional de Cine de Chicago de aquel año.

## Sinopsis
Benito Freire es un buhonero que se dedica a la venta ambulante por diferentes pueblos gallegos y sufre ataques de epilepsia. Debido a ciertos hechos que se dan con el transcurso del tiempo, por la comarca comienza a extenderse el rumor de que Freire padece la maldición de la licantropía.

## Reparto
- José Luis López Vázquez: Benito Freire.
- Amparo Soler Leal: Pacucha.
- Antonio Casas: Abad.
- Nuria Torray: Avelina.
- María Fernanda Ladrón de Guevara: Gabriela.
- Víctor Israel: Lameiro.
- John Steiner: Robert.
- Alfredo Mayo: Don Nicolás de Valcárcel.
- Paul Ellis (como Manuel Granada): Bouso.
- Inma de Santis: Teresita.
- Carlos Fuertes: Hijo de Don Nicolás de Valcárcel.
- Luis Fuertes: Hijo de Don Nicolás de Valcárcel.
- Amadeo Souto Doval: Cazador 1